# Hopetown
Hopetown is een stadje in de gemeente Thembelihle in de regio Karoo in de Zuid-Afrikaanse provincie Noord-Kaap. Het ligt op een droge helling leidend naar de Oranjerivier en 133 km noordoostelijk van Britstown en 134 km zuidwestelijk van Kimberley aan de nationale weg N12. Het dorp is een centrum van veehouderij en vruchtenteelers dankzij de bevloeiing van de landerijen met water uit de nabijgelegen dammen. De eerste diamant gevonden in Zuid-Afrika, de Eureka-diamant, werd gevonden in Hopetown.

## Geschiedenis
Nadat Sir Harry Smith de noordelijke grens van de Kaapkolonie had uitgebreid naar de Oranjerivier hebben in 1850 een handvol van nederzetters hier land geclaimd waar een natuurlijke voorde door de Oranjerivier was. Hopetown is in 1853 of 1854 gesticht en werd in 1858 erkend als gemeente. Het wordt algemeen aanvaard dat het is vernoemd naar William Hope, de toenmalige Auditeur-Generaal en Secretaris van regering van de Kaapkolonie. Maar er is ook een anekdote die de naam verbindt met een anker, symbool van hoop, die de weduwe van de eigenaar van de boerderij "De Kalk" gedragen had. Een werknemer van de boerderij had naar bewering een blikken replica gemaakt en die tegen de ingang van de boerderij vastgespijkerd.
De eerste diamant, Eureka werd in 1866 hier in de oevers van de Oranjerivier gevonden door de jongen Erasmus Jacobs en de beroemde Ster van Zuid-Afrika van 83,5 karaat werd in 1868 op de boerderij "Zandfontein" ontdekt. Hoewel diamanten hier erg zeldzaam waren en er nooit grootschalige ontginning heeft plaatsgevonden heeft de belangstelling voor de diamanten geleid tot de ontdekking van diamanten bij Kimberley en Barkly West.
In 1872 werd de "Cape Government Railways" maatschappij opgericht en de regering van de Kaapkolonie gesloten om de belangrijke westelijke spoorlijn tussen de diamant velden van Kimberley en Kaapstad direct door Hopetown te leiden. In 1884 werd de voorde in Hopetown opgewaardeerd naar een spoorwegbrug.

## Nederduits-Gereformeerde gemeente
Hopetown was voor 1854 deel van de Nederduits-Gereformeerde gemeente Colesberg en ressorteerde onder de Ring van Graaff-Reinet. In 1853 ontving de Synodale Commissie een brief van J.C. Wiid, eigenaar van de boerderij "Duvenaarsfontein", waarin hij zijn boerderij aanbod als plaats voor de stichting van een aparte gemeente. In een afzonderlijke brief vroegen 70 ondertekenaars voor de afsplitsing van een zodanige gemeente.
Op 18 februari 1854 werd een gemeente op de boerderij "Duvenaarsfontein" gesticht en gedoopt als Hopetown, of Hoopstad (zie Hoopstad, Vrijstaat), zoals het in het begin bekendstond. Dit is dus de oudste Nederduits-Gereformeerde gemeente in de huidige synode van de provincie Noord-Kaap. De eerste kerkenraad werd spoedig bevestigd en de diensten werd eerst in een tentkerk gehouden voor de eerste kerkgebouw in februari 1857 voltooid en ingewijd werd. Een nieuw kerkgebouw werd in januari 1914 ingewijd nadat de oude scheuren begon te vertonen en erg ongerieflijk voor de kerkgangers was geworden. Dankzij de ijver van zendelingen zoals J.H. Louw (1890 tot 1898 en weer van 1904 tot 1917) en eerwaarde J. de Villiers en eerwaarde G.C. Oosthuizen, werd in 1922 een zendingsgemeente gesticht.
De ontvolking door NG-lidmaten van het platteland raakt de gemeente van Hopetown net zoals die van de meeste andere dorpen. In 1979 was het lidmaattal 750, maar in 2006 nog maar net boven de 500 en in 2012 was het verder gedaald naar 458.

## Bekende inwoners
- Generaal Ds. Paul Hendrik Roux, bekend predikant generaal in Tweede Boerenoorlog van de Boeren.
- F.A. Venter, bekend schrijver.